# 金色のコルダ
『金色のコルダ』（きんいろのコルダ）は、コーエー（のちのコーエーテクモゲームス）より発売された女性向け恋愛シミュレーションゲーム。女性向けゲームの開発チーム、ルビー・パーティーによるネオロマンスシリーズ第3作目。

## 概要
2003年9月19日にWindows 98/Me/2000/XP用に発売されたのを皮切りに、2004年3月18日にPlayStation 2用の移植版が、2005年11月10日にPlayStation Portable用の移植版が発売された。また、キャラクターデザインを担当した呉由姫による同名の漫画が『LaLa』（白泉社）にて連載。2006年10月から2007年3月には『金色のコルダ〜primo passo〜』としてテレビアニメ化され、2009年3月と6月にスペシャルアニメとして『金色のコルダ〜secondo passo〜』が放送された。2010年3月には『金色のコルダ ステラ・ミュージカル』としてミュージカルの公演が行われた。
題名のコルダとは、イタリア語で「弦」「絆」という意味。
横浜が舞台になっており、実在する場所が作中に多く描かれている。
キャラクターを引き継いだ続編として、『金色のコルダ2』、『金色のコルダ2 アンコール』。新キャラクターを追加したPSP移植版『金色のコルダ2 f』、『金色のコルダ2 f アンコール』、PlayStation Vita版『金色のコルダ2 ff』が発売された。
2011年8月16日にソーシャルゲームサイトMobageより『100万人の金色のコルダ』のサービスが提供開始され、順次スマートフォンに対応している。2012年3月30日より配信元のディー・エヌ・エーが提携しているゲームサイトYahoo!モバゲーでの同ゲームの提供が開始された。コーエーテクモゲームスが運営するコミュニティサイト「my GAMECITY」でも2013年10月24日からサービスが開始された（スマートフォン用「my GAMECITY」では2014年3月24日より配信）。後にGREEで2014年8月27日からも配信されている。これらすべてのプラットフォームで2018年3月30日に配信終了した。

## ストーリー
普通科と音楽科が併設された星奏学院（せいそうがくいん）が舞台。高等部の普通科に在籍する主人公は、音楽に関しては素人だった。だが、リリという音楽を司る妖精に選ばれ、学内音楽コンクールに出場することになる。

## 登場人物

### メインキャラクター
名前は、大半が太陽系の天体から1字引用されているが、九曜からの引用と推測されるものもある。演奏者およびメインキャラクターの子供（中学）時代の声優名は、テレビアニメ版のもの。
日野 香穂子（ひの かほこ）
声：高木礼子（※アニメ・ドラマCDのみ） / 演奏：中島優紀
『1』『2』共通の主人公、ゲーム版ではプレイヤーキャラクター。ゲームでは名前を変更可能。ヴァイオリン担当。普通科2年2組。身長162cm。
妖精のリリ（後述）を見つけたことで、ずぶの素人ながらコンクールに出場することになる。リリの魔法のかかったヴァイオリンを託されており、当初は魔法に頼った演奏だったが徐々に自ら演奏できるようになる。
リリのヴァイオリンは「素人でも弾けるヴァイオリン」ではあるがあくまで補助輪のような役割であるため相性があり「音楽の才能をもっていること」が条件のようである。主人公はリリが見えているので才能の持ち主であるということがわかる。恋愛に関しては、かなりの鈍感で志水や火原からの好意に全く気付いていない。
勉強はあまり得意ではないが、前向きで明るく、逆境に屈したりせず根性は人一倍。漫画・アニメ版では、社会人の姉と大学生の兄がいる。
月森 蓮（つきもり れん）
声：谷山紀章 / 演奏：室屋光一郎
音楽科2年A組。ヴァイオリン専攻。身長178cm。血液型はA型。4月24日生まれで牡牛座。好きな食べ物は無糖ヨーグルトとウエハース。好きな教科は英語、苦手な教科は美術。
クールな完璧主義者でプライドが高く、近寄り難い雰囲気を持つ。幼い頃から音楽一筋に生きてきたせいか、人情の機微に疎いが、本当は優しい面も持つ。
父親は元ヴァイオリニスト（現・楽器会社社長）、母親は著名なピアニストの浜井美沙で、祖父母も有名な音楽家というエリート音楽一家で育ったサラブレッドで、本人も音楽に対する努力を惜しまない。反面幼少期から音楽を中心とした生活を送ってきたため俗的な知識に疎い面も持つ。成績も良く英語やドイツ語が得意。美術と家庭科は苦手で料理の知識も全くない。普通科である香穂子がコンクールに出場することにやや疑問を持っていたものの、紆余曲折を得て演奏者としての実力を認める。
漫画版では、ヨーロッパへ留学が決まったあと、ある事情から香穂子のヴァイオリンの演奏の指導をすることになる。学内コンクール後の学園祭でシューベルトのアヴェマリアを演奏し、その後香穂子と共にアヴェマリアをヴァイオリンで演奏したことで香穂子への恋心を自覚した。イベント出演のため留学から一時帰国した際に香穂子に自身の想いを告げた。
土浦 梁太郎（つちうら りょうたろう）
声：伊藤健太郎 / 子供時代：恒松あゆみ / 演奏：岡田将
普通科2年5組。ピアノを担当。身長181cm。血液型はO型。7月25日生まれで獅子座。好きな食べ物はきんぴらごぼう。家族構成は両親と姉と弟。
硬派で快活なスポーツマンで、情に厚く面倒見の良い兄貴肌。負けず嫌いでもある。サッカー部に所属しており、ポジションはミッドフィールダー。特技は初見での暗譜と人の顔を覚えること。得意な教科は理数系、苦手な教科は国語系。出身小学校は香穂子と同じ。
普通科からコンクールに挑む事になった香穂子を応援する。音楽科の生徒を偉そうだと嫌っており、その典型な月森とは犬猿の仲。実は他のコンクール参加者や音楽科の生徒たちも感嘆するほどのピアノの名手。ショパンの曲を得意としており、チャイコフスキーの曲も好む。過去のコンクールに纏わるトラウマから人前で弾くことを拒んでいたが、第1セレクションで起きたハプニングの際、香穂子の伴奏を買って出たところから、第2セレクションからコンクールに参加することになり再び音楽と向き合うようになる。
自宅はピアノ教室で、月森の母であるピアニストの浜井美沙は、自身の憧れの奏者。過去に付き合っていた女子との接し方がよく分からず別れた経験があり、女性はやや苦手。
志水 桂一（しみず けいいち）
声：福山潤 / 演奏：多井智紀
音楽科1年A組。チェロ専攻。身長168cm。血液型はA型。8月26日生まれで乙女座。好きな食べ物はおにぎり（特にしゃけ）。趣味は昼寝と思索。家族構成は両親と、姉（朋美）、妹（夏美）、弟（柊二）。好きな教科は国語系、苦手な教科は特になし。
物静かで常にマイペースな性格。音楽への関心は人一倍で、夜を徹してチェロの練習に没頭するほど研究熱心でもある。ゆえに場所も時間も関係なく居眠りをする。実家は静岡にあるため、叔母の家に下宿して星奏学院に通っている。
おっとりしているが音楽にかけては非常に確固たる概念を持っているため相手が年上であっても譲歩しないこともある。
よく作曲をしている。香穂子の傍にいると自身が探し求めている音が見つかるようになり、香穂子への恋心に気付く。
火原 和樹（ひはら かずき）
声：森田成一 / 中学時代：庄司宇芽香 / 演奏：阿部一樹
音楽科3年B組。トランペット専攻。身長178cm。血液型はB型。12月12日生まれで射手座。好きな食べ物はお惣菜パン（特にカツサンド）、ジャンクフード。家族構成は両親、大学生の兄（陽樹）。オーケストラ部に所属。小中学校皆勤賞。好きな教科は特になし、苦手な教科は理数系。
明るく人懐こく真っ直ぐな性格で、学科や学年を問わず友達が多い。何事も楽しんでやることをモットーとしている。柚木とは三年間同じクラスで親友。中学1年までは陸上部で短距離走の選手だったが、あることをきっかけにトランペットを始めた。現在もバスケを始めスポーツ全般が得意で、土浦と競い合うこともしばしば。勉強は苦手。
アニメ・漫画版では、香穂子への恋を自覚して悩む。
柚木 梓馬（ゆのき あずま）
声：岸尾だいすけ（旧名：岸尾大輔） / 子供時代：真田アサミ / 演奏：遠藤慎
音楽科3年B組。フルート専攻。身長172cm。血液型はAB型。6月18日生まれで双子座。好きな食べ物は和食全般。家族構成は祖父母、両親、年の離れた兄が2人（長兄・静馬、次兄・鈴馬）と姉が1人、中学３年の妹（雅）との五人兄弟姉妹。実家は由緒ある華道宗家。趣味は骨董品収集。特技は茶道、書道。好きな教科、苦手な教科共に特になし。
成績優秀、容姿端麗で音楽科・普通科問わず女子生徒から絶大な人気があり親衛隊と呼ばれる熱心なファンが存在する。優雅で物腰柔らかく、誰にでも分け隔てなく優しく接し、周囲からの信望も厚いまさに「完璧な優等生」。
しかしそれは意識して演じられた性格であり、その完璧な優等生としての“表”の顔とは別に、人には見せない“裏”の顔を合わせ持つ。その際は口調はやや乱暴になり一人称も「僕」から「俺」になる。普通科である香穂子がコンクールに出たことを本心では気に食わず、「本当の素顔」を見せて辞退を促す。しかしへこたれない彼女に興味を持ち以来いじめるようになる。ゲーム版（金色のコルダ2）では後に火原にも裏の顔を見せるが友情が変わることはなかった。
元々はピアノを習っていたが、兄もピアノを習っており、格式ある家柄から「三男は兄を追い越してはならない」という理由からフルートに転向。そのため自身の望みや物事に対する執着が薄く、冷めている面がある。所持するフルートは金製で、値段は650万円程度。
冬海 笙子（ふゆうみ しょうこ）
声：佐藤朱 / 演奏：西崎智子
音楽科1年B組。クラリネット専攻。身長158cm。血液型はA型。11月3日生まれで蠍座。好きな食べ物はドリア、グラタン、洋菓子。特技は聴音（耳が良い）。家はお金持ち（成金志向）。小中学校皆勤賞。好きな教科は生物、苦手な教科は英語。
内気でおとなしい、控えめで清楚な雰囲気の美少女。ひそかにファンも多い。引っ込み思案だが自分を成長させるためやるべきことには辛抱強く取り組む努力家で、芯の強い一面も持つ。同コンクール以降、2からは自分を更に変えるべくオーケストラ部に所属する。男性が苦手で特に他人にも自分にも厳しくクールな月森や感情的な土浦を怖がっていた。
学内コンクールに参加した当初、柚木の親衛隊から嫌がらせを受けた所を香穂子に庇われ、以来彼女を憧れの先輩として慕っている。
天羽 菜美（あもう なみ）
声：増田ゆき
普通科2年1組、報道部。身長165cm。血液型はB型。2月9日生まれで水瓶座。好きな食べ物はピザ、パスタ、ムース。趣味はネタを探しながらの散歩。父子家庭で、姉がいる。好きな科目は化学、苦手な科目は物理。
明朗快活でパワフル、さっぱりした性格。好奇心旺盛な姉御肌。カメラを携え、神出鬼没で取材対象に突撃する。「スッポンの天羽」と自称し、ターゲットを決めると執拗に追い回すため、強引な取材方法を嫌がられる場面もある。
金澤 紘人（かなざわ ひろと）
声：石川英郎 / 歌唱：所谷直生
主に普通科を担当する音楽教師。コンクール担当。33歳独身。身長183cm。血液型はA型。3月1日生まれで魚座。好きな食べ物はラーメン。趣味は料理と釣り、野球観戦。家族構成は父と母と妹と義弟（妹の婿）。学生時代の好きな教科、苦手な教科共に特になし。
何事においても面倒くさがるが、生徒へのアドバイスは的確なため人気は高い。火原からは「金やん」と呼ばれている。ヘビースモーカー（アンコールでは禁煙している）。よく森の広場などで猫と戯れている。高校3年生の時に学内コンクールに参加し、その時の結果は2位だった。
元オペラ歌手（テノール歌手）。イタリアでプロとして活躍していた際、年上のソプラノ歌手と恋をしたものの振られ、酒に走って自暴自棄になった結果、喉に腫瘍ができ歌えなくなった過去を持つ。『100万人の金色のコルダ』では軽音部の顧問。
王崎 信武（おうさき しのぶ）
声：小西克幸 / 子供時代：恒松あゆみ / 演奏：室屋光一郎、松本有理（ヴィオラ）
音楽科卒の大学3年生。ヴァイオリン専攻。身長175cm。血液型はO型。10月17日生まれで天秤座。好きな食べ物はホットケーキ。特技は幼児や老人に好かれやすい事と施設の演奏めぐり（ボランティア）。好きな教科は世界史、苦手な教科は理科系。
温かく穏やかで誰からも尊敬される性格のOBで、オーケストラ部の手伝いをしている。前回の学内音楽コンクールの優勝者。アニメ版第16話および漫画版では、専攻ではないヴィオラも演奏する。
リリ
声：水橋かおり
音楽を司る「ファータ」という種類の妖精。階級はアルジェント。身長30cm。
自分を見ることができた香穂子をコンクールに出場させるために、誰にでも奏でられる「魔法のヴァイオリン」をプレゼントした。昔、星奏学院の創設者に命を助けられた恩返しに、彼の作る学院と立つ土地に「音楽の祝福」を与えることを約束した日から、ずっと見守り続けている。語尾に「なのだ」をつけて話す。
因みにアニメ・漫画版では香穂子にしか認識されないが（金澤も存在自体は知っている）、ゲーム版では他のコンクール参加者達にも見える存在であり、他にも名前のあるファータが多数登場している。

### 『金色のコルダ2』 追加キャラクター
加地 葵（かじ あおい）
声：宮野真守/ 演奏：松本有理
普通科2年2組。ヴィオラを担当。身長180cm。血液型はAB型。11月12日生まれで星座は蠍座。好きな食べ物はカキ。趣味はテニスと読書。文芸作品や詩を好む。好きな教科は文系全般、苦手な教科は理系全般。
街で偶然香穂子の演奏を聴いてから大ファンになり、彼女に会うために国立男子校の学校より星奏学院へ転入する。人当たりが良く、爽やかでサービス精神旺盛な好青年。その華やかな外見とは裏腹に内面は繊細なロマンチスト。スポーツは全般的に得意で成績も優秀。人目を引く華やかな外見と整った容貌で女子生徒から人気も高いが、本人は香穂子のファンであることを堂々と公言している。父親は代議士、祖父は総合病院の院長という裕福な上流家庭育ちで、柚木梓馬とは遠縁にあたる。以前は王崎と衛藤と同じ教室でヴァイオリンを習っていたが、ある理由からヴァイオリンをやめ、後にヴィオラに転向。そのためヴィオラ歴は短い。音の聞き分けに関しては人一倍優れた耳を持つ。他のメンバーのように豊かな音楽の才能がない自分に、密かに引け目を感じている。
吉羅 暁彦（きら あきひこ）
声：内田夕夜
星奏学院の創立者一族の1人で、最年少理事を務める。31歳。身長183cm。血液型はAB型。1月3日生まれで山羊座。好きな食べ物は茶がゆ。学生時代の好きな教科は化学、苦手な教科は古文と漢文。
クールな完璧主義で合理的な手段を好み、高圧的な態度も取る。姉が音楽に打ち込むあまり体調を崩して亡くなった過去から音楽を拒絶しているも、昔は姉と共にヴァイオリンを弾いていた。姉（金澤と同い年で名前は美夜）と香穂子を重ねて見ており、彼女が無茶をすると厳しく注意する。
金澤の2年後輩で、姉を含めた3人で高1で同じ学内コンクールに出場した間柄。金澤のノドを心配し、彼がタバコを吸うたびに注意している。また、金澤が歌えなくなり帰国した際に、彼に星奏学院の教師という職を用意した。創立者の血統ゆえにファータの姿を見ることができる。リリによると顔は創立者にそっくりらしい。

#### 『金色のコルダ2 アンコール』 追加キャラクター
都築 茉莉（つづき まり）
声：大原さやか
付属大学3年生、指揮専攻。身長163cm。血液型はB型。7月5日生まれで蟹座。
吉羅の要請を受け、音楽祭における星奏学院オーケストラの指揮者を引き受けた女性。高等部時代に王崎が優勝した学内コンクールにおいて、彼女もピアノで参加し、王崎と優勝を競った結果2位となった。コンミス候補に選ばれた主人公に適性があるかどうか、テストをしたいと申し出る。
ドイツのデュッセルドルフ生まれの帰国子女。父の仕事の都合の転勤により海外を転々とし育ったが、父が危険な地域に赴任することが決まったため日本の祖父母の元に預けられ、2年の時に星奏学院に編入した。その際に真っ先に親切にしたのが同じクラスの王崎だった。

#### 『金色のコルダ2f』 追加キャラクター
衛藤 桐也（えとう きりや）
声：日野聡
他校の男子生徒。身長176cm。血液型はB型。3月30日生まれで牡羊座。好きな教科は社会系（地理・公民）、苦手な教科は理科系（生物など）。
自信にあふれた勝気なヴァイオリニストで、国際コンクールで優勝している。中学3年生で吉羅の従弟である。以前は父の仕事の都合で約4年間アメリカで留年していた。
初登場時は中学3年生。

#### 『100万人の金色のコルダ』 追加キャラクター
不動 翔麻（ふどう しょうま）
声：前野智昭
普通科3年。バンドでベースを担当している。身長178cm。血液型はO型。5月27日生まれで双子座。好きな科目は物理、苦手な教科は国語。
香穂子の幼馴染で、彼女のことを当時のあだ名の「パタちゃん」と呼んでいる。父の仕事の関係で日本と海外の転居を繰り返しており、現在は両親が日本を離れているため入学と同時に菩提樹寮に入った。幼い頃に強制的にピアノを習わされたため、クラシックを嫌っている。
不動 葉介（ふどう ようすけ）
声：保村真
普通科卒の文学部（仏文）の大学3年生。星奏学院で教育実習をしている。翔麻の兄。身長181cm。血液型はA型。2月15日生まれで水瓶座。好きな教科は英語とフランス語と美術、苦手な教科は体育。
香穂子の幼馴染。父の仕事の都合による転勤で小学校4年からの3年間スイスへ留学しており、それ以来フランス語に堪能になりフランス語を専攻している。不運なことに見舞われやすい不幸体質を自認しているため、ささやかな幸せを大切にしている。

### サブキャラクター
漫画およびTVアニメ版に登場する人物を紹介する。

#### 星奏学院普通科
高遠 美緒（たかとう みお）
声：新井里美
2年2組。香穂子の友達。夢見る乙女で、ミーハーな面がある。
小林 直（こばやし なお）
声：中尾衣里
2年2組。香穂子の友達。物事をはっきり言うタイプで、友達思い。
佐々木 淳之介（ささき じゅんのすけ）
声：菅沼久義
2年2組。土浦のサッカー部仲間。

#### 星奏学院音楽科
森 真奈美（もり まなみ）
声：庄司宇芽香 / 演奏：金子詠美
2年A組、ピアノ専攻。香穂子の伴奏者。ゲーム版にも登場。
庄司 恵（しょうじ めぐみ）
声：黒河奈美
1年生。第1セレクションで香穂子の伴奏をすることになっていたが、実は香穂子のことを快く思っておらず伴奏をドタキャン。アニメ版では最終セレクションで直前に手を怪我した森に代わり、香穂子の伴奏を務めた。月森に憧れている。
野崎 理絵（のざき りえ）
声：服部加奈子 / 演奏：金子詠美
1年生。冬海の伴奏者。
長谷川 司（はせがわ つかさ）
声：松島広明 / 演奏：金子詠美
3年生。火原の伴奏者でオーケストラ部員。
近衛 十和子（このえ とわこ）
声：大黒優美子
新見 晶（にいみ あきら）
声：服部加奈子
津川 麻衣（つがわ まい）
声：前田愛
2年生。柚木の親衛隊。アニメ第1話で冬海に絡んだ3人組。
森宮 薫（もりみや かおる）
声：大原崇
杉野 藤一郎（すぎの とういちろう）
声：古島清孝
岸本 正三郎（きしもと しょうざぶろう）
声：花輪英司
2年生。月森のことを快く思わない3人組。第2セレクションでは月森をクローゼットに閉じ込めて演奏の妨害をした。
小泉 麻衣（こいずみ まい）
声：中島優紀 / 演奏：中島優紀
1年生。オーケストラ部員。香穂子の演奏に憧れている。

#### その他
崎本 水枝（さきもと みずえ）
声：桑島法子
土浦の元彼女。他校に通う高校2年生。
高階 礼乃（たかしな あやの）
声：遠藤綾
第16話より登場。高校1年生、柚木の婚約者候補の1人。左目の泣きぼくろが特徴を持の和装の美少女。幼い頃、パーティで心細く一人泣いているところを出会って以来、柚木に熱い想いを寄せている。
柚木 雅（ゆのき みやび）
声：神田朱未
柚木の妹で、黒髪にウェーブのかかった抜群の美少女。勉強もできて友達も多く、しっかり者。兄弟の中では柚木に1番似ている。礼乃と同じ学校の中等部に通っている。実はブラコン。
火原 陽樹（ひはら はるき）
声：松田佑貴
火原の兄。体育大2年生。バスケをしていて目標はプロ入りすること。面倒見がよく後輩から慕われている。高校は地元の公立だった。
緒形 勇（おがた いさむ）
声：阪口大助
火原の小・中学生時代の陸上仲間。
宮内 弥生（みやうち やよい）
声：満仲由紀子
火原の中学時代の先輩。
南（みなみ）
声：檀臣幸
南楽器店主。土浦の理解者。
中田（なかた）
声：中江真司
月森家の祖父の代からお世話になっているバイオリン職人。香穂子のバイオリンの弦が破損したことで蓮と一緒に訪れた。アニメBlue♪Sky第10話で、既に亡くなっていることが月森蓮から明かされる。
浜井 美沙（はまい みさ）
声：山像かおり　/　演奏：高梨志保
海外でも活躍する有名なピアニスト。月森の母。
カノン
声：カノン
月森親子のコンサートゲスト。アニメ第24話で、OP歌手のカノンが声優として特別出演した。

## 評価
『金色のコルダ2』ファミ通クロスレビューでは8、7、8、9の32点でゴールド殿堂入り。レビュアーは「作りが丁寧」「前作を知らないプレイヤーにも配慮がある」「音楽の成長要素と恋愛要素が上手くかみ合い、楽しくて深もあってコンサートのメンバー構成を考える要素などやりごたえ十分」「演奏の練習で上達を感じられる」「グラフィックの変化が細かい」とした一方、イベントについて多彩とした者と登校や昼休みのイベントが重複するなど同じことの繰り返しで単調とした者で分かれた他、フルボイスであってほしかったとした。

## 歴史
金色のコルダ
2003年9月19日発売。Windows 98/Me/2000/XP用ソフト。
金色のコルダ
2004年3月18日発売。PS2用ソフト。
金色のコルダ
2005年11月10日発売。PSP用ソフト。
「コーエー定番シリーズ」（廉価版）として2006年11月9日再発売。PSP、PS Vita用ソフト。
金色のコルダ2
2007年3月15日発売。PS2用ソフト。
金色のコルダ2 アンコール
2007年9月20日発売。PS2用ソフト。
金色のコルダ2 f（フォルテ）
2009年2月26日発売。PSP用ソフト。
金色のコルダ2 f アンコール
2009年8月20日発売。PSP用ソフト。
金色のコルダ2 ff（フォルテッシモ）
2017年12月21日発売。PS Vita用ソフト。
金色のコルダ オクターブ
2019年2月14日発売。PS Vita用ソフト。

## 漫画
白泉社発行の少女漫画雑誌『LaLa』において、2003年10月号から2011年5月号まで連載された。作者はゲーム版のキャラクターデザインを担当した呉由姫で、原案はルビー・パーティー。単行本は全17巻。
また、「金色のコルダ 大学生編」が、白泉社発行の少女漫画雑誌『LaLa DX』で2018年1月号より2022年11月号まで連載。同誌2023年3月号から同年11月号まで「アンコール♪シリーズ」として連載された。
- 呉由姫 『金色のコルダ』 白泉社〈花とゆめコミックス〉、全17巻
  1. 2004年3月5日発売[7]、ISBN 4-592-18071-2
  2. 2004年8月5日発売[8]、ISBN 4-592-18072-0
  3. 2005年2月5日発売[9]、ISBN 4-592-18073-9
  4. 2005年8月5日発売[10]、ISBN 4-592-18074-7
  5. 2006年1月5日発売[11]、ISBN 4-592-18075-5
  6. 2006年5月2日発売[12]、ISBN 4-592-18076-3
  7. 2006年10月5日発売[13]、ISBN 4-592-18077-1
  8. 2007年3月5日発売[14]、ISBN 978-4-592-18078-4
  9. 2007年10月5日発売[15]、ISBN 978-4-592-18079-1
  10. 2008年3月5日発売[16]、ISBN 978-4-592-18080-7
  11. 2008年9月5日発売[17]、ISBN 978-4-592-18671-7
  12. 2009年3月5日発売[18]、ISBN 978-4-592-18672-4
  13. 2009年8月5日発売[19]、ISBN 978-4-592-18673-1
  14. 2010年2月5日発売[20]、ISBN 978-4-592-18674-8
  15. 2010年10月5日発売[21]、ISBN 978-4-592-18675-5
  16. 2010年12月29日発売[22]、ISBN 978-4-592-18676-2
  17. 2011年7月5日発売[23]、ISBN 978-4-592-18677-9
- 呉由姫 『金色のコルダ 大学生編』 白泉社〈花とゆめコミックス〉、全8巻
  1. 2018年9月5日発売[24]、ISBN 978-4-592-21109-9
  2. 2019年6月5日発売[25]、ISBN 978-4-592-21148-8
  3. 2020年2月5日発売[26]、ISBN 978-4-592-21149-5
  4. 2020年12月4日発売[27]、ISBN 978-4-592-21150-1
  5. 2021年8月5日発売[28]、ISBN 978-4-592-21208-9
  6. 2022年4月5日発売[29]、ISBN 978-4-592-21209-6
  7. 2023年2月3日発売[30]、ISBN 978-4-592-21210-2
  8. 2024年3月5日発売[31]、ISBN 978-4-592-22155-5

## Webラジオ
『金色のコルダ〜放課後のエチュード〜』は、ラジオ大阪とTBSラジオにて放送された女性向け恋愛シミュレーションゲーム「金色のコルダ」に関連したラジオ番組。パーソナリティは、谷山紀章（月森蓮役）と小西克幸（王崎信武役）。
番組内での名前の云い間違いにより、パーソナリティの二人を合わせて「こにやま30's（さーてぃーず）」と称することになった。
放送終了後ランティスウェブラジオにて再配信されていた。後にインターネットラジオへと移行し、ランティスウェブラジオのみでの配信となった。

### 放送概要
- ラジオ大阪：2005年7月8日 - 10月1日、土曜日 24:00 - 24:30
- TBSラジオ：2005年7月8日 - 10月1日、土曜日 25:00〜25:30
- ランティスウェブラジオ：2005年7月14日 - 2006年3月31日、金曜日更新、2006年10月25日（TVアニメ放送記念-公開録音スペシャル）

### コーナー
- 2005年7月8日 - 10月1日（地上波）
  - キーヤン・コニタンのセリフdeコンクール
  - 金色☆流行最前線
  - 五線譜に綴るラブレター
  - 放課後もしもしボックス
- 2005年10月14日〜2006年3月31日（ネットラジオ）
  - セリフdeコンクール 第2セレクション!
  - 星奏学院☆文化祭実行委員会
  - 恋のメディカルファータ
  - 五線譜に綴るラブレター

### ゲスト
- 2005年10月28日配信：福山潤
- 2005年11月25日配信：伊藤健太郎
- 2005年12月23日配信：岸尾大輔
- 2006年1月27日配信：森田成一
- 2006年2月24日配信：石川英郎

### 主題歌（ラジオ）
オープニングテーマ「Warrior」
作詞 - mavie / 作曲 - 前澤寛之 / 編曲 - 鈴木マサキ / 歌 - 谷山紀章
エンディングテーマ「HappyTime」
作詞 - 石川絵理 / 作曲・編曲 - 黒須克彦 /  歌 - 月森蓮（谷山紀章）、土浦梁太郎（伊藤健太郎）、志水桂一（福山潤）、火原和樹（森田成一）、柚木梓馬（岸尾大輔）

## テレビアニメ
『金色のコルダ〜primo passo〜』のタイトルで、テレビ東京系6局にて2006年10月から2007年3月まで放送された。副題には必ず音楽関連単語が含まれている。DVD最終巻には、TV未放映の第26話「ひと夏のアンコール」も収録。
2009年3月26日と6月5日にキッズステーションにおいて、スペシャルアニメ『金色のコルダ〜secondo passo〜』が前後編に分けて放送。『金色のコルダ2』や『金色のコルダ2 f』の新キャラクターも登場した。

### スタッフ
後ろの括弧内に説明がないスタッフはTVシリーズ・SPアニメ共通。
- 原作 - コーエー
- コミック原作 - 呉由姫
- 監修 - ルビー・パーティー
- 監督 - 於地紘仁
- シリーズ構成 - 吉田玲子（TVシリーズ）
- キャラクターデザイン・総作画監督 - 藤岡真紀
- 美術監督 - 柴田千佳子
- 色彩設計 - 有尾由紀子（TVシリーズ）、横山さよ子（SPアニメ）
- 撮影監督 - 松崎信也
- 編集 - 森田清次（TVシリーズ）、後藤正浩（SPアニメ）
- 音響監督 - 菊田浩巳
- 音楽 - 田尻光隆
- プロデューサー - 中島マキ江、増島由美子、井手優美・山口聰（TVシリーズ）
- アニメーション制作 - ゆめ太カンパニー
- 製作 - TVシリーズ：コルダ製作委員会（株式会社コーエー、ANIPLEX、白泉社、TYO、ゆめ太カンパニー） / SPアニメ：アニプレックス、コーエー、ゆめ太カンパニー

### 主題歌（アニメ）
TVシリーズ
オープニングテーマ「Brand New Breeze」
作詞・作曲 - カノン / 編曲 - 村山達哉 / 歌 - カノン
エンディングテーマ「CRESCENDO」
作詞 - 六ツ見純代 / 作曲・編曲 - 幸克哉 / 歌 - stella quintet（月森・土浦・志水・火原・柚木）

SPアニメ
主題歌「蒼穹のスコア 〜The score in blue〜」
作詞 - 井上秋緒 / 作曲 - 萩原和樹 / 編曲 - 鈴木雅也 / 歌 - stella quintet+（月森・土浦・志水・火原・柚木・加地）
挿入歌「You're in my heart」
作詞 - 純花 / 作曲 - 藤澤ノリマサ / 編曲 - 前口渉 / 歌 - 加地葵（宮野真守）

### 各話リスト
| 話数    | サブタイトル             | 脚本       | 絵コンテ          | 演出           | 作画監督                                           |
| ------- | ------------------------ | ---------- | ----------------- | -------------- | -------------------------------------------------- |
| Opus 1  | ありえないプレリュード   | 吉田玲子   | 於地紘仁          | 片貝慎         | 手島典子                                           |
| Opus 2  | 前途多難なガヴォット     | 吉田玲子   | 於地紘仁          | 剛田隼人       | 小谷杏子                                           |
| Opus 3  | 匿名希望のショパン       | 吉田玲子   | 片貝慎            | 水本葉月       | 塚本知代美 中野彰子                                |
| Opus 4  | 迷い心のワルツ           | 山田由香   | 羽多野浩平        | 岡嶋国敏       | 新井伸浩                                           |
| Opus 5  | 裸足のヴィブラート       | 吉田玲子   | 於地紘仁 剛田隼人 | 福多潤         | 松浦里美、野田めぐみ 佐古宗一郎、清水明日香 秋田学 |
| Opus 6  | 胸騒ぎのポルカ           | 大知慶一郎 | 片貝慎            | 片貝慎         | つなきあき、西村理恵 梅村朋未                      |
| Opus 7  | 秘めやかなデュエット     | 山田由香   | 井硲清高          | 萩原露光       | 松田芳明                                           |
| Opus 8  | こころ紡ぐカノン         | 吉田玲子   | ひいろゆきな      | 岡嶋国敏       | 上田みねこ                                         |
| Opus 9  | 安らぎのコンチェルト     | 大知慶一郎 | 山崎たかし        | 水本葉月       | 中野彰子                                           |
| Opus 10 | 孤高のヴィルトゥオーソ   | 藤咲あゆな | 羽多野浩平        | Choi Hoon Chul | Choi Hoon Chul                                     |
| Opus 11 | 白と黒のアダージョ       | 山田由香   | 所俊克            | 岡崎幸男       | 松田芳明                                           |
| Opus 12 | 後ろめたさのピアニッシモ | 山田由香   | 吉野真一          | 片貝慎         | 手島典子                                           |
| Opus 13 | かけがえなきメロディ     | 吉田玲子   | 上原秀明          | 石川久一       | こひらはじめ                                       |
| Opus 14 | 乙女心のカプリチオ       | 藤咲あゆな | よこた和          | 伊藤真朱       | つなきあき                                         |
| Opus 15 | 高鳴る胸のアリア         | 藤咲あゆな | 羽多野浩平        | 福多潤         | 松浦里美、野田めぐみ 八代紀実子、清水明日香        |
| Opus 16 | うそつきなヴァイオリン   | 大知慶一郎 | 伊藤真朱          | 水本葉月       | 中野彰子                                           |
| Opus 17 | 焦燥のクレッシェンド     | 山田由香   | 名取孝浩          | 伊藤真朱       | Choi Hoon Chul                                     |
| Opus 18 | 傷心のパルティータ       | 山田由香   | 片貝慎            | 片貝慎         | 小谷杏子 手島典子                                  |
| Opus 19 | 失くした心のパヴァーヌ   | 大知慶一郎 | 上原秀明          | 土屋康郎       | 松田芳明                                           |
| Opus 20 | 涙色のロンド             | 吉田玲子   | 伊藤真朱          | 伊藤真朱       | つなきあき                                         |
| Opus 21 | もう一度、アンダンテ     | 藤咲あゆな | 羽多野浩平        | 福多潤         | 松浦里美、野田めぐみ 八代紀実子、秋田学            |
| Opus 22 | 君のためのファンファーレ | 山田由香   | 篠原俊哉          | 剛田隼人       | 西村理恵 梅村朋未                                  |
| Opus 23 | 俺たちのカデンツァ       | 大知慶一郎 | 井硲清高          | 伊藤真朱       | Choi Hoon Chul Park Chi Man                        |
| Opus 24 | 心満たすハーモニー       | 藤咲あゆな | よこた和          | 津田義三       | 松田芳明                                           |
| Opus 25 | 愛しのアヴェ・マリア     | 吉田玲子   | 於地紘仁          | 片貝慎         | 手島典子 つなきあき                                |
| 特別編  | ひと夏のアンコール       | 堀井明子   | 伊藤真朱 於地紘仁 | 伊藤真朱       | 藤岡真紀 つなきあき                                |

| 話数     | 脚本     | 絵コンテ                      | 演出     | 作画監督                    |
| -------- | -------- | ----------------------------- | -------- | --------------------------- |
| 第一楽章 | 吉田玲子 | よこた和 井硲清高             | 下田正美 | 小谷杏子 飯飼一幸           |
| 第二楽章 | 吉田玲子 | 於地紘仁、井硲清高 山崎たかし | 井硲清高 | 手島典子、松浦里美 飯飼一幸 |

### 放送局
| 放送地域       | 放送局             | 放送期間                      | 放送日時           | 放送系列       | 備考             |            |
| TVシリーズ     | TVシリーズ         | TVシリーズ                    | TVシリーズ         | TVシリーズ     | TVシリーズ       | TVシリーズ |
| -------------- | ------------------ | ----------------------------- | ------------------ | -------------- | ---------------- | ---------- |
| 関東広域圏     | テレビ東京         | 2006年10月1日 - 2007年3月25日 | 日曜 25:00 - 25:30 | テレビ東京系列 |                  |            |
| 愛知県         | テレビ愛知         | 2006年10月4日 - 2007年3月28日 | 水曜 26:58 - 27:28 | テレビ東京系列 |                  |            |
| 岡山県・香川県 | テレビせとうち     | 2006年10月5日 - 2007年3月29日 | 木曜 25:30 - 26:00 | テレビ東京系列 |                  |            |
| 大阪府         | テレビ大阪         | 2006年10月10日 - 2007年4月3日 | 火曜 25:30 - 26:00 | テレビ東京系列 |                  |            |
| 北海道         | テレビ北海道       | 2006年10月11日 - 2007年4月4日 | 水曜 25:30 - 26:00 | テレビ東京系列 |                  |            |
| 福岡県         | TVQ九州放送        | 2006年10月14日 - 2007年4月7日 | 土曜 26:40 - 27:10 | テレビ東京系列 |                  |            |
| 東京都         | TOKYO MX           | 2009年10月2日 - 2010年3月19日 | 金曜 23:00 - 23:30 | 独立局         | 実質再放送       |            |
| SPアニメ       |                    |                               |                    |                |                  |            |
| 日本全域       | キッズステーション | 2009年3月26日（第1楽章）      | 木曜 24:00 - 24:30 | CS放送         | リピート放送あり |            |
| 日本全域       | キッズステーション | 2009年6月5日（第2楽章）       | 金曜 23:00 - 24:00 | CS放送         | リピート放送あり |            |

### stella quintet
ステラ・クインテット（stella quintet）は、テレビアニメ『金色のコルダ〜primo passo〜』のメイン男性キャラクターの声優5人で編成された声優ユニット。

#### 概要
同アニメのために特別に結成され、エンディングテーマ「CRESCENDO」を歌った。レーベルはSony Music Japan International。
「stella quintet」とはイタリア語で「星の五重奏」という意味。
2009年に『金色のコルダ〜secondo passo〜』が放送された際には加地葵役の宮野真守が追加されたstella quintet+（ステラクインテット プラス）というユニットが結成され、テーマソングCDを発売した。

#### メンバー
- 月森蓮（声：谷山紀章 / 楽器演奏：室屋光一郎）
- 土浦梁太郎（声：伊藤健太郎 / 楽器演奏：岡田将）
- 志水桂一（声：福山潤 / 楽器演奏：多井智紀）
- 火原和樹（声：森田成一 / 楽器演奏：阿部一樹）
- 柚木梓馬（声：岸尾だいすけ / 楽器演奏：遠藤慎）

stella quintet+より追加
- 加地葵（声：宮野真守）

#### ディスコグラフィー
CRESCENDO
2006年11月29日/SICL-150〜SICL-151（初回生産限定盤）、SICL-152（通常盤）
1. CRESCENDO

作詞 - 六ツ見純代 / 作曲・編曲 - 幸克哉 / 歌 - stella quintet
1. CRESCENDO TV Version
2. CRESCENDO 月森と土浦によるViolin&Piano Version
3. CRESCENDO Instrumental

- 初回生産限定盤には特典DVD（レコーディング映像とコメント）、通常盤には初回仕様のみステッカーが封入された
- 2006年12月3日付のスポーツ報知で、発売から3日間で2万5000枚を売り上げたと報道された。同月11日付オリコンチャートで初登場25位にランクイン。

stella quintet players side
2007年6月20日/SICL-166〜7（初回生産限定盤）、SICL-168（通常盤）
1. CRESCENDO 月森・土浦・志水・火原・柚木による五重奏ヴァージョン
2. 月の破片 Violin Version
3. 太陽の粒子 Piano Version
4. 天使の吐息 Violoncello Version
5. はじめての気持ち Trumpet Version
6. Sweet Secret Flute Version
7. CRESCENDO Remix Version

- アニメでそれぞれのキャラクターの演奏を担当した演奏家による楽器演奏バージョン

蒼穹のスコア 〜The score in blue〜
2009年5月27日/SVWC-7628
1. 蒼穹のスコア 〜The score in blue〜

作詞 - 井上秋緒 / 作曲 - 萩原和樹 / 編曲 - 鈴木雅也 / 歌 - stella quintet+
1. 蒼穹のスコア 〜The score in blue〜 (TV Version)
2. 蒼穹のスコア 〜The score in blue〜 (Violin & Piano & Viola Version)
3. 蒼穹のスコア 〜The score in blue〜 Instrumental

## ミュージカル
『金色のコルダ ステラ・ミュージカル』は、ゲーム及びコミック「金色のコルダ」を原作とした2010年に公演された日本のミュージカル作品。

## 関連商品

### ゲーム関連
※2以前のドラマCD、ヴォーカル集、バラエティCDは、アニメ化に伴い廉価版も販売された。

#### ドラマCD（ゲーム関連）
- CDドラマコレクションズ 金色のコルダ
  - 微風のスケルツォ（KECH-1254）
  - 木漏れ日のソナタ（KECH-1255）
  - 目覚めのカノン（KECH-1340）
  - 気まぐれフーガ（KECH-1341）
- CDドラマコレクションズ 金色のコルダ2
  - 絹雲のレガート（KECH-1419）
  - 水面のスタッカート（KECH-1420）
  - 碧のさざなみ（KECH-1446）
  - 雪どけの陽光（KECH-1450）
  - 青空トーン（KECH-1476）
  - 熱風ウィング（KECH-1477）

#### ヴォーカル集（ゲーム関連）
- ヴォーカル集 金色のコルダ espressivo（KECH-1256）
- ヴォーカル&演奏曲集 金色のコルダ espressivo2（KECH-1342）
- ヴォーカル集 金色のコルダ2 felice（KECH-1421）
- ヴォーカル集 金色のコルダ2 felice2（KECH-1465）
- ヴォーカル集 金色のコルダ2 SWEET♪TWINKLE（KECH-1478）

#### バラエティCD（ゲーム関連）
- バラエティCD 金色のコルダ
  - fantasmagoria（KECH-1280）
  - divertimento（KECH-1355）
- バラエティCD 金色のコルダ2 gloria（KECH-1448/9）
- バラエティCD 金色のコルダ2 f アンコール graduation（KECH-1503/4）
- ネオロマンス♥トリリオン Splash Summer（KECH-1436）※続く2枚を含む3枚はネオロマ4種混合CD。
- ネオロマンス♥トリリオン Aromatic Autumn（KECH-1440）
- ネオロマンス♥トリリオン Wonder Winter（KECH-1441）
- ネオロマンス♥Duet+ 金色のコルダ（KECH 1487/8）

#### BGM・モノローグ集（ゲーム関連）
- BGM・モノローグ集 金色のコルダ2 vivace（KECH-1418）

#### イベント限定CD（ゲーム関連）
- 金色のコルダ Happy Time
- 金色のコルダ intermezzo
- 金色のコルダ2 tutti

#### DVD（ゲーム関連）
- バラエティDVD 金色のコルダ primavera（KEBH-1071）
- バラエティDVD 金色のコルダ primavera 2（KEBH-1087）
- バラエティDVD 金色のコルダ primavera 3 grand finale（KEBH-1132）
- バラエティDVD 金色のコルダ primavera DVD-BOX（KEBH-1189）※上記3枚を収録。

#### 書籍（ゲーム関連）
- 金色のコルダ オフィシャルガイド ISBN 978-4-7758-0116-1
- 金色のコルダ ハンドブック ISBN 978-4-7758-0123-9
- 金色のコルダ コンプリートガイド ISBN 978-4-7758-0173-4
- 金色のコルダ エキスパートガイド ISBN 978-4-7758-0191-8
- 金色のコルダ マエストロ養成講座 ISBN 978-4-7758-0211-3
- 金色のコルダ 版 ガイドブック ISBN 978-4-7758-0379-0
- 金色のコルダ クラシックファーストレッスン
  1. ISBN 978-4-7758-0156-7
  2. ISBN 978-4-7758-0157-4
- 金色のコルダ 星奏学院学内音楽コンクール楽譜集
- 金色のコルダ メモリアルブック 完全設定資料集 ISBN 978-4-7758-0247-2
- 金色のコルダ ビジュアルブック 君と奏でる夢の組曲 ISBN 978-4-7758-0246-5
- 金色のコルダ オールイラスト キャラクターBOOK ISBN 978-4-592-17049-5
- 金色のコルダ クラシックまるわかりBOOK ISBN 978-4-7758-0491-9
- 金色のコルダ コルダ通信 1stコンサート ISBN 978-4-7758-0267-0
- 金色のコルダ コルダ通信 2ndコンサート ISBN 978-4-7758-0344-8
- 金色のコルダ コルダ通信 3rdコンサート　※発売予告はされたが、2013年5月現在発売されていない。
- コミック 金色のコルダ カーニバル
  1. ISBN 978-4-7758-0187-1
  2. ISBN 978-4-7758-0188-8
  3. ISBN 978-4-7758-0224-3
  4. ISBN 978-4-7758-0258-8
- 小説 金色のコルダ 君のためにできること ISBN 978-4-7758-0466-7 ※後に文庫化された
- 小説 金色のコルダ 君の音色が好きだから ISBN 978-4-7758-0570-1 ※後に文庫化された
- 金色のコルダ2 オフィシャルガイド ISBN 978-4-7758-0585-5
- 金色のコルダ2 コンプリートガイド（上） ISBN 978-4-7758-0592-3
- 金色のコルダ2 コンプリートガイド（下） ISBN 978-4-7758-0594-7
- コミック 金色のコルダ2 カーニバル
  1. ISBN 978-4-7758-0600-5
  2. ISBN 978-4-7758-0601-2
- コミック 金色のコルダ2 アンコール カーニバルDX
  1. ISBN 978-4-7758-0639-5
  2. ISBN 978-4-7758-0640-1
- 金色のコルダ2 マエストロ養成講座　ISBN 978-4-7758-0603-6
- 金色のコルダ2 ビジュアルブック 〜君と奏でるアンサンブル〜 ISBN 978-4-7758-0615-9
- 金色のコルダ2 アンコール コンプリートガイド ISBN 978-4-7758-0617-3
- 金色のコルダ2 アンコール ビジュアルブック 〜君と重ねる交響曲〜 ISBN 978-4-7758-0629-6
- 金色のコルダ2シリーズ メモリアルブック ISBN 978-4-7758-0651-7
- 小説 金色のコルダ2 君と僕のポリフォニー ISBN 978-4-7758-0697-5 ※後に文庫化された
- 小説 金色のコルダ2 f 追憶のソルフェージュ ISBN 978-4-7758-0720-0 ※後に文庫化された
- 金色のコルダ2 f ガイドブック ISBN 978-4-7758-0718-7
- 金色のコルダ2 f アンコール ガイドブック ISBN 978-4-7758-0737-8

### ラジオ関連

#### ラジオCD（ラジオ関連）
- 金色のコルダ 放課後のエチュード 第1楽章（LACA-5429）
- 金色のコルダ 放課後のエチュード 第2楽章（LACA-5476）
- 金色のコルダ 放課後のエチュード 第3楽章（LACA-5520）

### アニメ関連

#### CD（アニメ関連）
- 金色のコルダ〜primo passo〜 キャラクターコレクション0 前奏曲
  1. 火原編
  2. 志水編
  3. 土浦編
  4. 柚木編
  5. 月森編
  6. 金澤&王崎編
  7. カーテンコール
- 金色のコルダ〜primo passo〜 クラシック・コレクション
  1. 第1セレクション編
  2. 第2セレクション編
  3. 第3セレクション編
  4. 最終セレクション編
  5. White Day Edition
  6. リリのワンポイント・クラシック・スペシャル編
  7. コンプリートBOX
- 金色のコルダ〜primo passo〜 オリジナル・サウンドトラック
- 金色のコルダ〜primo passo〜 Stella Quintet players side
- 金色のコルダ〜primo passo〜 Extra MISSION：B×B×B
- 金色のコルダ〜primo passo〜 ヴォーカル・コレクション
- 金色のコルダ〜primo passo〜 キャラクター・クラシック・コレクション
  1. 月森edition
  2. 土浦edition
  3. 志水edition
  4. 火原edition
  5. 柚木edition
  6. 日野edition
- 金色のコルダ〜secondo passo〜 クラシック・コレクション
- 金色のコルダ〜secondo passo〜 SWEET&JOY ‹#›
- 金色のコルダ〜secondo passo〜 SWEET&JOY ‹♭›
- 金色のコルダ〜secondo passo〜 Tears

#### DVD（アニメ関連）
- 金色のコルダ〜primo passo〜（全9巻）
- 金色のコルダ〜secondo passo〜（全1巻）
- ネオロマンス♥フェスタ 金色のコルダ〜primo passo〜 星奏学院祭 ライブビデオ
- ネオロマンス♥フェスタ 金色のコルダ 星奏学院祭2 ライブビデオ
- 金色のコルダ〜primo passo〜 ステラ・コンサート アンコール ライブビデオ

#### 書籍（アニメ関連）
- 金色のコルダ〜primo passo〜 ワールドナビ ISBN 978-4-7758-0488-9
- 金色のコルダ〜primo passo〜 キャストアンサンブル ISBN 978-4-7758-0575-6
- 金色のコルダ〜primo passo〜 エリアガイド 横浜ステラMAP ISBN 978-4-7758-0573-2
- コミック 金色のコルダ〜primo passo〜 4コマ協奏曲
  1. ISBN 978-4-7758-0578-7
  2. ISBN 978-4-7758-0590-9
- 金色のコルダ〜primo passo〜 パーフェクトレビュー -完全設定資料集- ISBN 978-4-7758-0596-1